# Echinotriton maxiquadratus
Echinotriton maxiquadratus är en art i familjen salamandrar som förekommer i södra Kina.
Arten blir ungefär 16 cm lång och honorna blir lite större än hannarna. Färgen är huvudsakligen svart. Vid sidorna finns några vita knölar och svansen har på undersidan orangegula områden.
Den exakta positionen av fyndplatserna publiceras inte för att förhindra att djursamlare besöker området. Arten lever i fuktiga bergstrakter som främst är täckta av lövskog. Region ligger mellan 1150 och 1450 meter över havet och andra arter i släktet lever i lägre trakter. Den gömmer sig ofta i lövskiktet eller under stenar. Förutom löv finns gräs och vitmossor på marken. Vanliga träd och buskar är Adinandra millettii, Dendrobenthamia hongkongensis, Eurya chinensis, Ficus variolosa, Helicia kwangtungensis, Itea chinensis, Miscanthus floridulus, Photinia prunifolia och arter av släktet Symplocos. Arten har ett långsamt rörelsesätt. Honor lägger en gång per år ägg och ynglen utvecklas långsam (på 55 till 100 dagar). Äggen läggs i lövskiktet och ynglen vandrar när det regnar. Vid ett tillfälle läggs 20 till 44 ägg som har en diameter av ungefär 4 mm.
Echinotriton maxiquadratus upptäcktes i en av Kinas naturskyddsparker. I områdena kring parken ökar jordbruk och andra aktiviteter, vilket kan utgöra ett hot mot arten. Mellan 2011 och 2016 registrerades endast ett fåtal yngel och vuxna djur. IUCN listar arten som akut hotad (CR).